# 玛格娜·吕克塞特-斯科格曼
玛格娜·埃尔温内·吕克塞特-斯科格曼（瑞典語：Magna Elvine Lykseth-Skogman，1874年2月6日—1949年11月13日），又名玛格娜·吕克塞特-谢尔文（Magna Lykseth-Schjerven），是一位挪威裔瑞典歌剧女高音歌唱家。1901年，她首次登台瑞典皇家歌剧院，饰演马斯卡尼《乡村骑士》中的桑图扎；此后一直于该剧院工作至1918年，并成为剧院的主要女高音歌唱家（prima donna）。吕克塞特曾在众多歌剧中担任主角，尤其以诠释瓦格纳的作品而闻名，包括在瑞典首演《齐格弗里德》和《诸神的黄昏》时成功塑造了布伦希尔德的形象，以及在1909年饰演伊索尔德。吕克塞特被视为是其世代最杰出的瑞典歌剧家之一，她于1907年获得文学艺术奖章，并在1912年成为瑞典皇家音乐学院院士。

## 生平
1874年2月6日，玛格娜·埃尔温内·吕克塞特出生于瑞典-挪威联盟的克里斯蒂安尼亚（Christiania，今挪威奥斯陆）。她在克里斯蒂安尼亚完成学业，在斯蒂安尼亚音乐学院（今奥斯陆大学音乐学院）接受了艾达·巴西利尔-马格尔森的初步声乐培训后，于1894年搬至斯德哥尔摩，在皇家音乐学院学习，师从约翰·福塞尔。她还曾在德国留学，参与拜罗伊特音乐节。1898年至1910年，她嫁给了挪威商人奥拉夫·谢尔文（Olav Schjerven），1911年至1949年嫁给了瑞典男爵卡尔·斯科格曼 （Karl Skogman）。
1898年，她在一场音乐会上首次亮相，然后与奥斯卡·隆伯格的歌剧公司在瑞典巡回演出，她在剧中扮演的角色包括威尔第的中的莱昂诺拉和托马的《迷娘》中的菲利内。1901年，吕克塞特首次亮相瑞典皇家歌剧院，饰演马斯卡尼的《乡村骑士》中的桑图扎，随后又饰演了古诺的《浮士德》中的玛格丽特。她与该剧院的合作直到1918年，期间她在塑造瓦格纳的角色中取得了特别成功，包括在瑞典首演《齐格弗里德》（1905年）和《诸神的黄昏》（1907年）时的布伦希尔德，以及1909年《特里斯坦与伊索尔德》中的主角伊索尔德。她经常在奥斯陆国家剧院担任客座演员，在那里她首演了普契尼的《托斯卡》（1908年）和威尔第的《阿依達》（1909年）。由于参演的剧目种类广泛，她在瑞典非常受欢迎。因此，除了偶尔前往丹麦和瑞典作客座演出外，她几乎不出国。她宽广的音域和出色的舞台表演使她在意大利歌剧中取得了成功，其中包括饰演《奧泰羅》中的黛丝德莫娜。她还曾饰演莫扎特的《费加罗的婚礼》中的伯爵夫人，贝多芬的《费德里奥》中的莱昂诺拉和比才的《卡门》中的米卡埃拉等角色。
1949年11月13日，玛格娜·吕克塞特-斯科格曼在斯德哥尔摩去世。

## 荣誉
1907年，玛格娜·吕克塞特获得瑞典文学艺术奖章，并在1912年成为瑞典皇家音乐学院院士。